# Jean-Paul David
Pour les articles homonymes, voir David.
Jean-Paul David (Miélan (Gers), 14 décembre 1912 – Versailles (Yvelines), 31 juillet 2007), est un homme politique français. Il est maire de Mantes-la-Jolie de 1947 à 1977 et député de Seine-et-Oise (puis des Yvelines).

## Biographie

### Jeunesse et début de carrière
Fils d'Ernest-Henri David (conseiller à la ville de Paris), il passe son enfance et le début de son adolescence, à Meknès, son père y étant affecté en tant qu'officier du génie. Après l'école primaire et le lycée Poeymireau, à Meknès, il est envoyé par ses parents poursuivre ses études secondaires à Paris. Interne à Louis-le-Grand, où il côtoie Georges Pompidou et Senghor, il passe ses deux baccalauréats. Licencié en histoire, à la Sorbonne, Jean-Paul David commence sa carrière politique en 1935, en tant que chef de cabinet de Paul Bénazet (chargé de la commission de l'Air du Sénat). Paul Anxionnaz le distingua et il fut nommé secrétaire général des jeunesses radicales pour la Seine-et-Oise, chargé de les réorganiser de 1936 à 1939. Pendant la guerre, mobilisé comme officier au 7e bataillon de chars, il s'illustre par son courage et sa conduite. Démobilisé, Jean-Paul David se consacre sous l'Occupation à son entreprise de transports, qu'il a créée pour assurer la réinsertion des prisonniers de guerre rapatriés. Il adhère à l'Organisation civile et militaire. Pour ses activités dans le réseau Préfecture Police, il obtient la citation de Résistance à la Libération.

### Carrière politique sous les IVe, puis VeRépubliques
Jean-Paul David est le fondateur après-guerre de Paix et Liberté (1950-1955), un mouvement anticommuniste très actif qui lui vaut son heure de gloire, ainsi qu'une chronique régulière sur les ondes nationales. Concernant ses mandats électifs, il est élu maire de Mantes-la-Jolie (RGR) en 1947. Il est reconduit à cinq reprises, jusqu'à sa défaite en 1977, face au candidat socialiste Paul Picard. Il exerce les mandats de député de Seine-et-Oise de 1946 à 1962, de président du district urbain (1966-1977), et de président de l'union des maires des Yvelines (1967-1977).
Membre de l'aile droite du Parti radical-socialiste, il est secrétaire général du Rassemblement des gauches républicaines, avant de créer le Parti libéral européen, petit parti politique qui rejoint en 1973 le Mouvement réformateur. Il se retire de la vie politique en 1977.
Il meurt dans sa 95e année, le 31 juillet 2007.

## Mandats
- Député (Radical, puis Rassemblement des gauches républicaines, puis Entente démocratique) de Seine-et-Oise (1946-1962)
- Maire de Mantes de 1947 à 1977, puis Maire honoraire.

## Distinctions
- Officier de la Légion d'honneur[Quand ?]
- Croix de guerre 1939–1945
- Commandeur du Ouissam alaouite (Maroc)